# Harry Holmqvist
Harry Filip Holmqvist, född 5 juli 1887 i Göteborg, död där 7 juli 1957, var en svensk militär.
Harry Holmqvist var son till Filip Holmqvist och bror till Arthur Holmqvist. Efter avslutade studier vid Handelshögskolan 1910 var han lärare vid Filip Holmqvists handelsinstitut, där han tillsammans med sin bror Arthur var rektor från 1925. 1932 blev han auktoriserad revisor, och gjorde sig även känd som en framstående skriftexpert. Holmqvist blev underlöjtnant vid Göta artilleriregementes reserv 1909, löjtnant 1915 och kapten 1925, samt var från 1925 ordförande i reservofficerssällskapet. Han gjorde betydande insatser inom frivilligförsvaret i Göteborg, och var från 1934 chef för Göteborgs sjövärnsflottilj. Från 1944 var han ställföreträdande kårchef i Sjövärnskåren. Dessutom var han ledare för barnensdagsverksamheten i Göteborg.